# Narcissendal
Het Narcissendal (Oekraïens: Долина нарцисів; Hongaars: Nárciszok völgye) is een natuurreservaat gelegen in de oblast Transkarpatië van Oekraïne en is een van de acht deelgebieden van het Karpatisch Biosfeerreservaat. Het gebied ligt op een oud rivierterras van de rivier Tisza en ligt op een hoogte tussen de 180 en 200 meter boven zeeniveau. Daarmee is het Narcissendal het laagst gelegen gebied binnen het Karpatisch Biosfeerreservaat.

## Flora en fauna
Het Narcissendal bestaat uit matig vochtige tot vochtige graslanden op een rivierkleibodem. Het gebied is botanisch gezien uniek en werd specifiek ingericht om de dichtersnarcis (Narcissus poeticus) te beschermen. Het is de grootste laaglandpopulatie van deze hooglandsoort op aarde en is daarom van groot beschermingsbelang. De dichtersnarcis bedekt iets minder dan 50% van het gebied en begint vanaf begin mei met bloeien. De piek in het aantal bloeiende dichternarcissen ligt, afhankelijk van klimatologische omstandigheden, meestal in het midden van mei. Zo'n 400 andere plantensoorten profiteren ook van de bescherming binnen het natuurreservaat, waaronder de Siberische lis (Iris sibirica), bonte krokus (Crocus vernus subsp. vernus) en welriekende muggenorchis (Orchis odoratissima). Omdat het gebied in een dal ligt worden hier vogelsoorten gevonden als kwartelkoning (Crex crex), noordse nachtegaal (Luscinia luscinia) en paapje (Saxicola rubetra) en ook dagvlinders als de koninginnenpage (Papilio machaon). Het gebied wordt eens of tweemaal per jaar gemaaid om de graslanden in stand te houden.

## Lokale cultuur
Het is wetenschappelijk erkend dat de dichternarcissen hier sinds de laatste ijstijd voorkomen, waarbij waarschijnlijk het sediment van het gebergte in het dal terechtkwam en daarmee ook de dichtersnarcis. Er gaan echter enkele legendes rond onder de lokale bevolking over de herkomst van de dichtersnarcissen. De meest bekende legende is die van een historische jager, genaamd Narcis, die zichzelf zag in de weerspiegeling van de rivier. Hij werd verliefd op zichzelf en stierf van verdriet. De plaats waar hij stierf veranderde daaropvolgend in een narcisvallei.
De dichtersnarcis wordt afgebeeld op het wapen van de nabijgelegen plaats Choest.

## Galerij

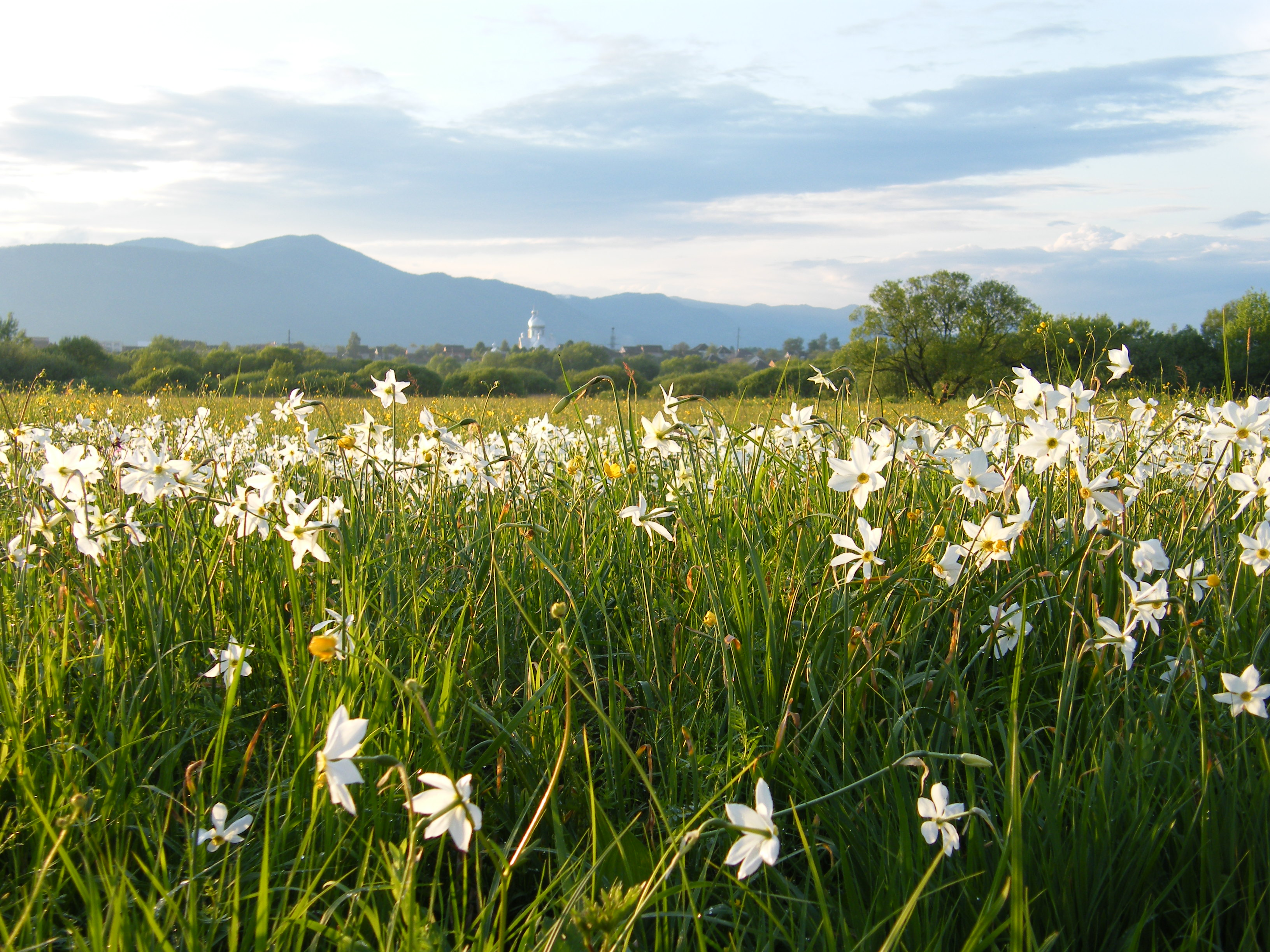
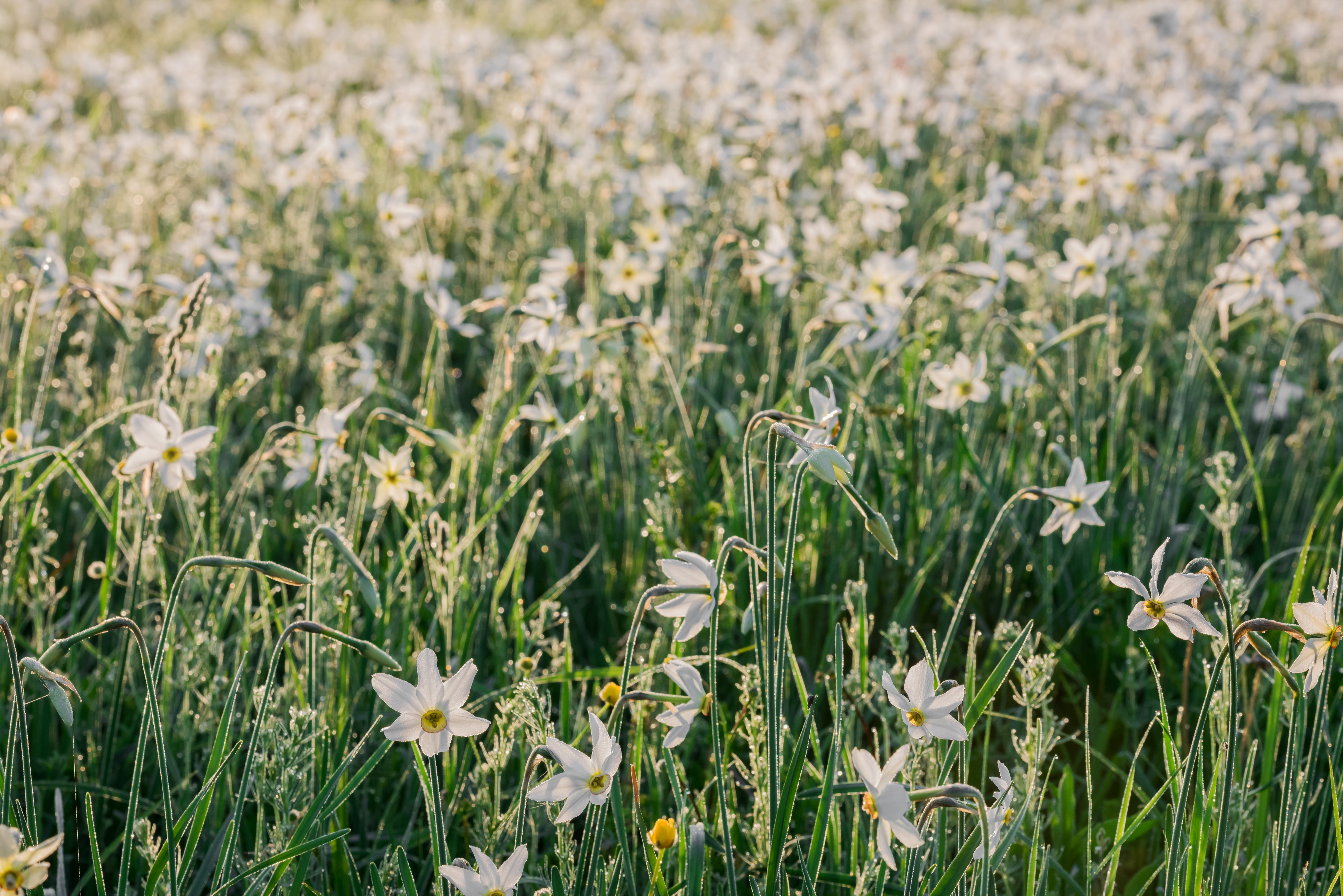
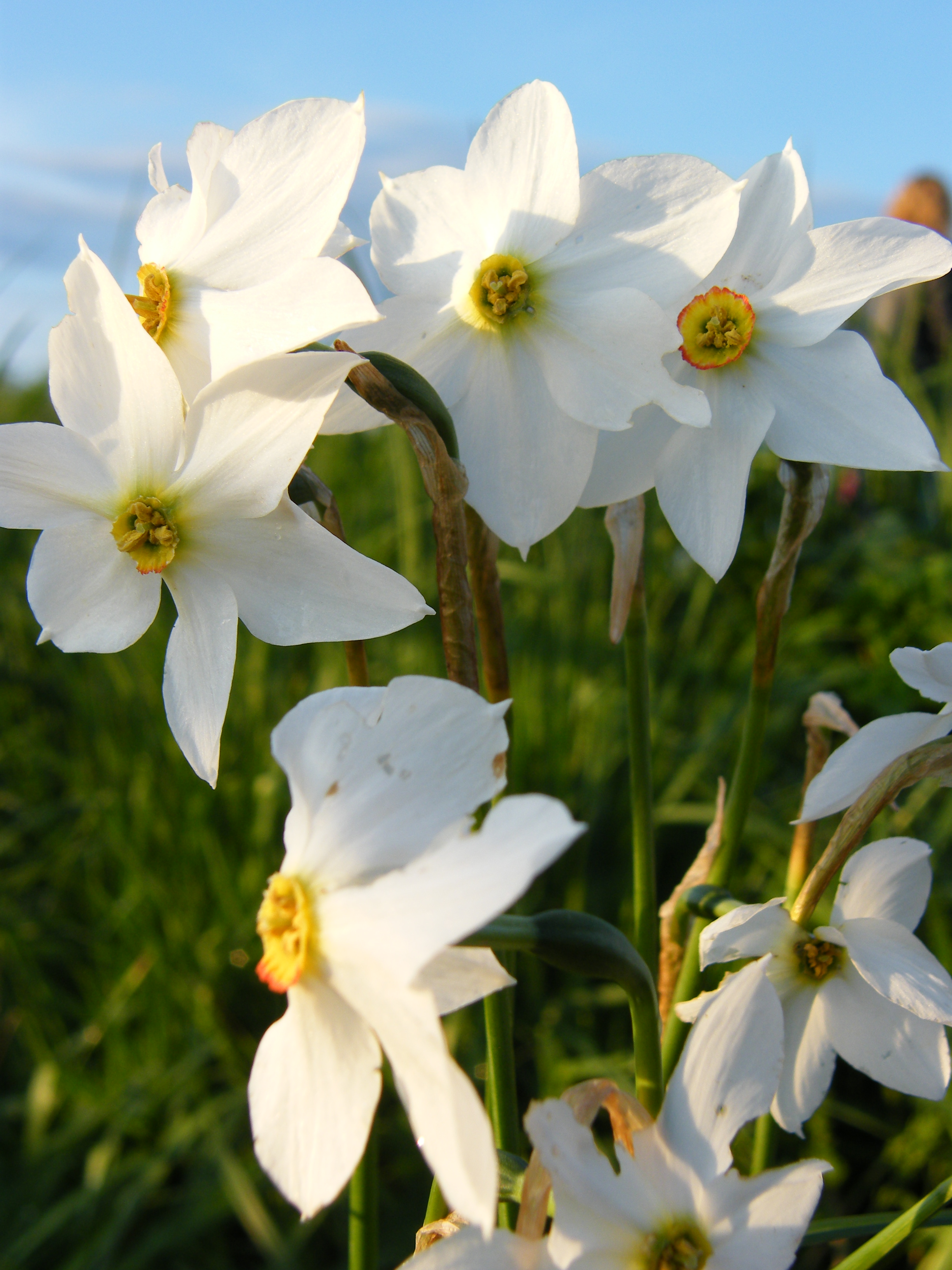
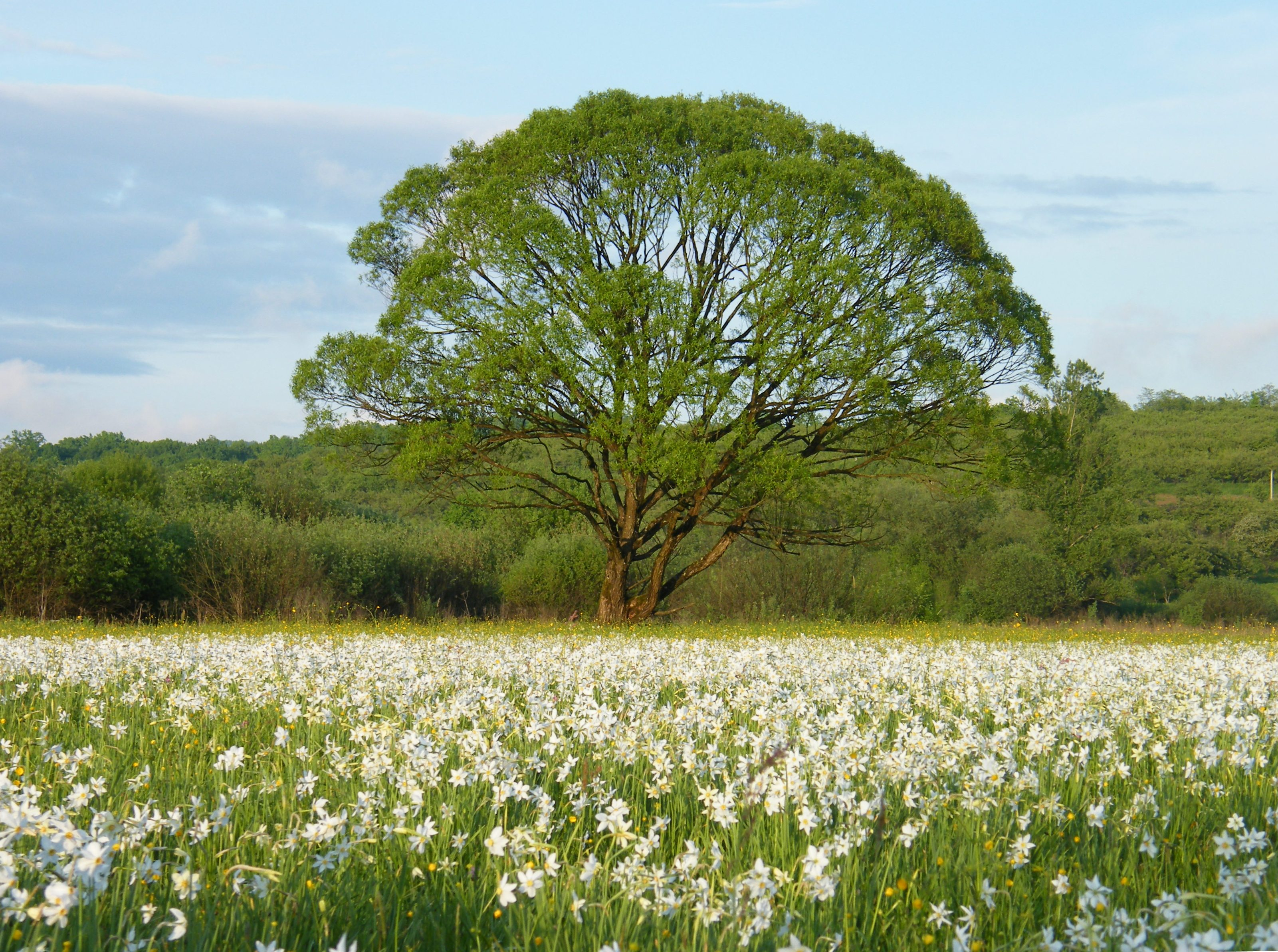
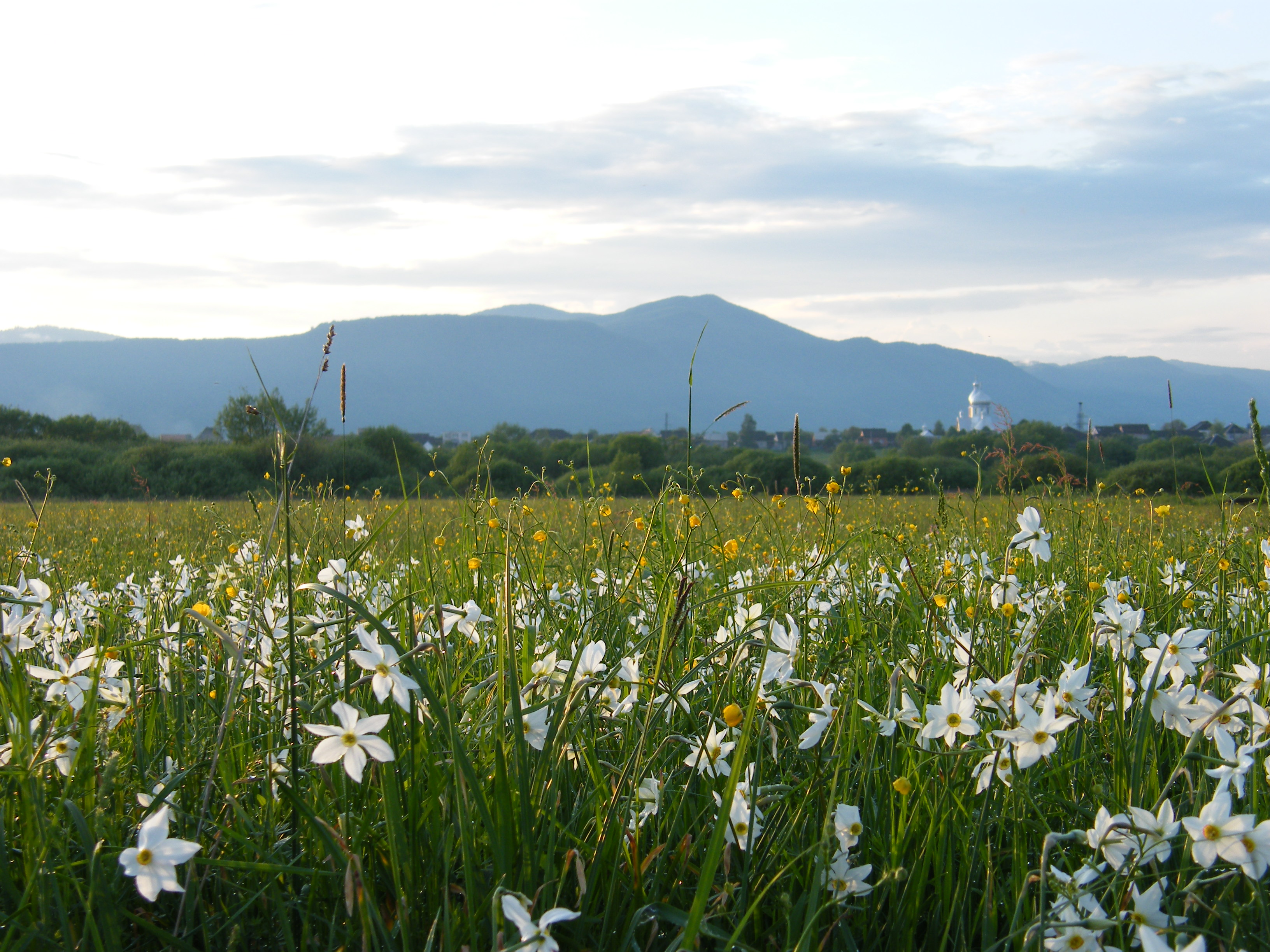